# Escudo de armas de Tizimín
El escudo de la ciudad de Tizimín es uno de los símbolos que representan a esta ciudad yucateca. En el escudo se muestra gráficamente la historia, economía y tradición de la localidad.

## Historia
El escudo de la ciudad de Tizimín fue adoptado el miércoles 30 de diciembre de 1981, 29 días después de haber sido nombrada ciudad, el diseño fue realizado por el historiador y heraldista yucateco Juan Francisco Peón Ancona. Antes de esta fecha la ciudad carecía de dicho símbolo.

## Características

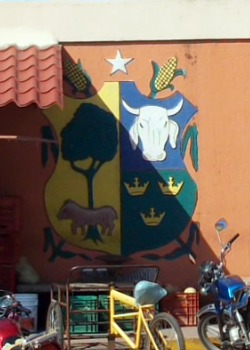
Escudo de Tizimín en el mercado municipal.

El cuerpo del escudo es de contorno irregular y se encuentra dividido en tres sectores. A la izquierda se encuentra el sector amarillo oscuro en el que se ve a un frondoso árbol, delante del cual cruza un tapir, que camina sobre un campo de oro.
A la derecha el escudo está dividido en un sector superior azul y un sector inferior verde; en el primero se aprecia la cabeza de un toro, simbolizando la producción ganadera del municipio, en la parte inferior se pueden ver tres coronas de reyes que corresponden a los bíblicos reyes de oriente que visitaron al niño Jesús y cuya fiesta se celebra anualmente en la localidad.

### Ornamentos
Como ornamentos se pueden apreciar a dos plantas de maíz cruzadas por detrás del escudo; en la parte superior lleva una estrella de plata de 5 puntas, y en la parte inferior cinta de plata con una leyenda “TSIMIN” que es el nombre maya de la ciudad.